# John Robert Williams
Sir John Robert Williams KCMG (* 15. September 1922 in Blooming Grove, Hanging Langford; † 2002 in Elm Mott) war ein britischer Diplomat.

## Leben
John Robert Williams studierte an der Sheen County School and Fitzwilliam House, Cambridge. Er wurde von 1941 bis 1946 beim King’s Royal Rifle Corps eingesetzt und erhielt den Befehl über die 1st Battalion King’s African Rifles in Ost- und Zentralafrika. 1956 wurde er Attaché in Bagdad.
1958 heiratete er Helga Elizabeth Konow Lund. Ihre beiden Töchter wurden 1959 und 1962 sowie ihr Sohn 1960 geboren.
Von 1970 bis 1974 war er Hochkommissar in Viti Levu auf Fidschi. 1971 wies er auf die Bedeutung des Zugangs zu Land als Produktionsmittel hin. Von 1979 bis 1982 war er Hochkommissar in Nairobi, Kenia.
| Vorgänger                   | Amt                                | Nachfolger              |
| --------------------------- | ---------------------------------- | ----------------------- |
| —                           | Hochkommissar in Fidschi 1970–1974 | James Stanley Arthur    |
| Stanley James Gunn Fingland | Hochkommissar in Kenia 1979–1982   | Walter Leonard Allinson |